# Sherman Cottle
Dr. Sherman Cottle is een personage uit de herwerkte televisieserie Battlestar Galactica. De rol werd vertolkt door acteur Donnelly Rhodes.

## Biografie
Cottle is de kettingrokende hoofdarts op de Battlestar Galactica. Na de aanval op de twaalf kolonies door de Cylons kreeg hij van Laura Roslin te horen dat zij kanker heeft. Door haar ziekte zien de twee elkaar vaak en hebben ze een vertrouwelijke relatie. Toen William Adama van dichtbij werd neergeschoten door Boomer was Cottle niet aan boord van de Galactica. Nadat de dokter uiteindelijk arriveerde op het schip, kon hij het leven van Adama redden.
Nadat bekend werd dat Athena zwanger was, besloot president Roslin dat het beter was om het halve Cylon kind anoniem op te laten voeden door pleegouders. Ze vroeg aan Cottle om de ouders voor te liegen en hen te zeggen dat het kind gestorven was na de bevalling, wat ook gebeurde, waarna het kind naar pleegouders ging.
Tijdens de bezetting van Nieuw-Caprica door de Cylons was Cottle aanwezig op de planeet, waar hij door het geweld veel werk had. Hij maakte met zijn medische zorgen geen onderscheid tussen de kolonisten en de Cylons, waarmee hij een code volgde gelijkaardig aan de eed van Hippocrates. Cottle is een van de personages die uiteindelijk de "nieuwe Aarde" bereikte, waar hij een nieuw leven begon met de rest van de overlevende kolonisten en rebellerende Cylons.